# Lidköping (Gemeinde)
Koordinaten: 58° 30′ N, 13° 9′ O

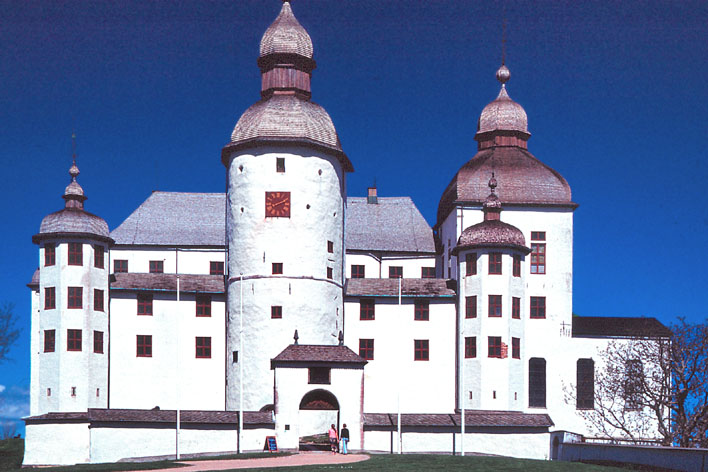
Schloss Läckö

Lidköping ist eine Gemeinde (schwedisch kommun) in der schwedischen Provinz Västra Götalands län und der historischen Provinz Västergötland am See Vänern.
Hauptort ist die Stadt Lidköping. Weitere Ortschaften sind Filsbäck, Järpås, Resville, Saleby, Spiken, Tun, Vinninga, Örslösa und weitere kleinere Dörfer.

## Geographie
Die Stadt Lidköping liegt an der Mündung des Lidan in den Vänern. Westlich der Stadt erstreckt sich die Halbinsel Kålland mit der Insel Kållandsö und den vorgelagerten Schären etwa 25 Kilometer in den Vänern. Auf Kållandsö liegt das Barockschloss Läckö, einst Sitz der Grafen De la Gardie.
An der westlichen Gemeindegrenze, 20 km von Lidköping, liegt der Ort Såtenäs, wo die Skaraborgs Fliegerdivision stationiert ist.
Von Lidköping erstreckt sich das Gemeindegebiet entlang des Flusses Lidan ungefähr 20 Kilometer in das Landesinnere.

## Wirtschaft
Der Hauptort Lidköping ist eine wichtige Hafen- und Industriestadt sowie gleichzeitig ein Verwaltungszentrum. Tourismus ist auf Kålland und Kållandsö von Bedeutung.

## Sehenswürdigkeiten
- Schloss Läckö
- Herrenhaus Stola
- Villa Giacomina
- Fischerdorf Spiken
- mittelalterliche Kirchen, z. B. in Lindärva, Råda und Strö
- Skalunda